# Зраджена монета Фатті
«Зраджена монета Фатті» (англ. Fatty's Faithful Fido) — американська короткометражна кінокомедія Роско Арбакла 1915 року.

## Сюжет
Вірний пес завжди поруч з Фатті у всіх його пригодах.

## У ролях
- Роско «Товстун» Арбакл — Фатті
- Мінта Дарфі — дівчина Фатті
- Аль Ст. Джон — суперник Фатті
- Френк Гейз
- Чарльз Лейкін
- Ден Альбертс — гімнастичний чоловік
- Джо Бордо — танцюючий чоловік
- Чарлі Чейз — танцюючий чоловік
- Діксі Чен — дівчина в клубі
- Едвард Ф. Клайн — гімнастичний чоловік
- Люк Дог — Фідо